# Lepidochrysops pringlei
Pringle's Blue (Lepidochrysops pringlei) là một loài bướm ngày thuộc họ Lycaenidae. Nó là loài đặc hữu của Nam Phi, ở đó nó is restricted to the peaks of the Swartberg between Torenwater in the East Cape and Seweweekspoort in the West Cape.
Sải cánh dài 30–34 mm đối với con đực and 36–38 mm đối với con cái. Con trưởng thành bay từ đầu tháng 10 đến cuối tháng 11. Có một lứa một năm.